# Арельяно, Алонсо де
Ало́нсо де Арелья́но (исп. Alonso de Arellano, ?—30 января 1566) — испанский путешественник XVI века.
Дата рождения и ранние годы жизни Арельяно неизвестны. В ноябре 1564 года из Мексики на запад на пяти кораблях отплыла крупная экспедиция под командованием Мигеля Лопеса де Легаспи, её целью был захват Филиппинских островов. Одним из кораблей («Сан Лукас») командовал Алонсо де Арельяно.
В начале декабря Арельяно отделился от основного отряда и 14 февраля 1565 года самостоятельно достиг острова Самар в Филиппинском архипелаге. По пути он прошёл через Маршалловы и Каролинские острова. В центре последних он обнаружил и описал группу островов Трук и несколько атоллов.
На обратном пути Арельяно поднялся в северную часть Тихого океана до 43° северной широты (несколько восточнее острова Хоккайдо) и оттуда вернулся в Акапулько. Таким образом корабль «Сан Лукас» во главе с капитаном Арельяно стал первым, сумевшим пересечь Тихий океан в восточном направлении. Вслед за Арельяно Тихий океан этим же путём пересёк другой член экспедиции Лопеса — Андрес Урданета, который составил подробное описание вод Тихого океана восточнее Японии и в честь которого впоследствии и был назван основной маршрут испанских мореплавателей в Тихом океане (т. н. путь Урданеты).
В 1566 году Арельяно снова отправился на Филиппины, однако в пути его штурман Лопе Мартин поднял на корабле бунт и убил капитана. Сам Лопе Мартин некоторое время спустя был высажен экипажем на одном из необитаемых атоллов вблизи экватора.